# Harry Potter y la cámara secreta (banda sonora)
Harry Potter and the Chamber of Secrets: Original Motion Picture Soundtrack o Harry Potter and the Chamber of Secrets: Music from and Inspired by the Motion Picture es la banda sonora para la película Harry Potter y la cámara secreta de Chris Columbus, lanzada el 12 de noviembre del 2002.

## Información
La música fue originalmente programada para ser compuesta en su totalidad por John Williams, pero debido a conflictos de horario con la música de la película de Steven Spielberg Atrápame si puedes, el compositor William Ross fue contratado para adaptar los temas de Williams y entradas de Harry Potter y la piedra filosofal. Ross también condujo las sesiones de grabación en Londres con la London Symphony Orchestra.
La banda sonora cuenta con seis temas nuevos.
Tras su lanzamiento, la banda sonora estaba disponible en una colección de cinco portadas diferentes. En cada cubierta aparece un personaje o personajes diferentes por encima de la cubierta principal con Harry, Ron, y Hermione.
La banda sonora fue nominada al Grammy como la mejor composición de banda sonora en el 2003.

## Lista de canciones
El álbum está conformado por los 20 siguientes temas:

| N.º   | Título                                               | Duración |  |
| 1.    | «Prologue: Book II and the Escape from the Dursleys» | 3:31     |  |
| 2.    | «Fawkes the Phoenix»                                 | 3:45     |  |
| 3.    | «The Chamber of Secrets»                             | 3:49     |  |
| 4.    | «Gilderoy Lockhart»                                  | 2:05     |  |
| 5.    | «The Flying Car»                                     | 4:08     |  |
| 6.    | «Knockturn Alley»                                    | 1:47     |  |
| 7.    | «Introducing Colin»                                  | 1:49     |  |
| 8.    | «The Dueling Club»                                   | 4:08     |  |
| 9.    | «Dobby the House Elf»                                | 3:27     |  |
| 10.   | «The Spiders»                                        | 4:32     |  |
| 11.   | «Moaning Myrtle»                                     | 2:05     |  |
| 12.   | «Meeting Aragog»                                     | 3:18     |  |
| 13.   | «Fawkes Is Reborn»                                   | 3:19     |  |
| 14.   | «Meeting Tom Riddle»                                 | 3:38     |  |
| 15.   | «Cornish Pixies»                                     | 2:13     |  |
| 16.   | «Polyjuice Potion»                                   | 3:52     |  |
| 17.   | «Cakes for Crabbe and Goyle»                         | 3:30     |  |
| 18.   | «Dueling the Basilisk»                               | 5:02     |  |
| 19.   | «Reunion of Friends»                                 | 5:08     |  |
| 20.   | «Harry's Wondrous World»                             | 5:02     |  |
| 70:08 |                                                      |          |  |

## Listas musicales
| Lista (2002)                       | Mejor posición |
| ---------------------------------- | -------------- |
| Estados Unidos (The Billboard 200) | 81             |
| Estados Unidos (Top Soundtracks)   | 5              |